# Tinoco (Argentina)
Tinoco é uma comuna da província de Córdoba, na Argentina.